# Maria Terter
Maria (bułg.: Мария, Marija) – caryca bułgarska, pierwsza żona cara Jerzego I Tertera. Matka cara Teodora Swetosława.
Pochodzenie Marii nie jest znane. Podobnie nieznana jest data jej ślubu z bojarem bułgarskim Jerzym Terterem. Z małżeństwa tego urodziło się troje dzieci:
- Teodor
- Anna
- i nieznana z imienia córka[1].

W 1277 roku, po śmierci cara Konstantyna Asena Ticha, w Bułgarii nastąpił okres walk o władzę. W imieniu małoletniego Michała II Ticha regencję objęła carowa wdowa Maria. Na północy kraju coraz większy obszar obejmowało powstanie chłopskie, któremu skłóceni ze sobą i pozbaweini dowództwa bojarowie nie byli w stanie stawić oporu. W następnym roku wódz powstańców Iwajło obległ nawet stolicę państwa Tyrnowo. Kiedy od południa pojawił się na czele armii dowodzonej przez bizantyńskiego generała Iwan Mico, by upomnieć się o prawa do tronu po ojcu, carowa wdowa poślubiła Iwajłę i doprowadziła do jego koronacji na cara. Mimo początkowych sukcesów wojskowych Iwajły, Iwanowi Mico udało się w 1279 roku opanować przy pomocy sił bizantyńskich Tyrnowo i znaczną część kraju; Iwajłę Grecy oblegli w położonej nad Dunajem Drystrze. Carowa wdowa wraz z synem została odesłana do Konstantynopola.
Nowemu wychowanemu wśród Greków carowi, który przybrał imię Iwana Asena III, nie udało się jednak pozyskać swych nowych poddanych. W tym też czasie mąż Marii, Jerzy Terter, wyrósł na przywódcę opozycji. Skłóceni dotąd bojarzy, w obliczu przeciągających się walk i nowych, greckich porządków w państwie, zaczęli się skupiać wokół cieszącego się poparciem wojska Tertera. Chcąc go przeciągnąć na swą stronę Iwan Asen III, za namową cesarza bizantyńskiego Michała VIII, wydał za niego w 1279 roku swoją siostrę Kermarię. Jego dotychczasowa żona Maria wraz z synem Teodorem znalazła się wówczas w Bizancjum, jako zakładniczka lojalności potężnego bojara. Nie przyniosło to jednak spodziewanych rezultatów. W dodatku wiosną 1280 roku przeszedł do ofensywy Iwajło, wyzwalając znaczną część kraju. Zagroził nawet Iwanowi Asenowi III w Tyrnowie. Latem 1280 roku rozbił w dwóch bitwach armie bizantyńskie. Po tych klęskach Iwan Asen III wraz żoną zbiegli do Bizancjum rezygnując z władzy carskiej. Iwajle nie udało się jednak ponownie zdobyć Tyrnowa. Zmęczone trwającymi kilka lat walkami wojsko chłopskie zaczęło go opuszczać. Szukając pomocy udał się do ordy tatarskiej na dwór Nogaja, gdzie zginął podczas uczty. Jerzy Terter koronował się na cara Bułgarów.
Po objęciu władzy Jerzy I Terter rozpoczął zabiegi o powrót swojej pierwszej żony i syna. Ostatecznie na mocy układów podpisanych w 1284 roku dokonał wymiany żon. Odzyskał Marię i syna, a Kermaria powróciła do Bizancjum. Rok śmierci Marii nie jest znany.
Jesienią 1284 Jerzy wydał ich wspólną córkę Annę za króla Serbii Stefana Milutina. Mimo zawartych sojuszów z Serbią i Bizancjum carowi nie udało się odeprzeć kolejnego wielkiego najazdu tatarskiego, który w 1285 roku spustoszył kraj. W wyniku najazdu został zmuszony do oddania drugiej, nieznanej z imienia, córki za żonę synowi Nogaja, Czace i przekazania w charakterze zakładnika syna Teodora Swetosława. W dwa lata po ucieczce Jerzego Tertera do Bizancjum, w 1294 roku Stefan Milutin oddalił Annę, która po raz drugi wyszła za Michała Angelosa zwanego „Kutrules” syna despoty Epiru Michała II. W 1299 roku po śmierci Nogaja Teodor Swetosław zbiegł wraz z Czaką z Ordy. Rok później został carem bułgarskim.
|                         |                                      |                                      |                       |                                   |                                   |                  |   |         |         |  |  |  |  |  |  |
| nieznany bojar kumański |                                      |                                      |                       |                                   |                                   |                  |   |         |         |  |  |  |  |  |  |
|                         |                                      |                                      |                       |                                   |                                   |                  |   |         |         |  |  |  |  |  |  |
|                         |                                      |                                      |                       |                                   |                                   |                  |   |         |         |  |  |  |  |  |  |
|                         |                                      |                                      |                       |                                   |                                   |                  |   |         |         |  |  |  |  |  |  |
|                         |                                      | 1 Maria                              | 1 Maria               | Jerzy I Terter (panował 1280–1292 | Jerzy I Terter (panował 1280–1292 |                  |   | Eltimir | Eltimir |  |  |  |  |  |  |
|                         |                                      |                                      |                       |                                   |                                   |                  |   |         |         |  |  |  |  |  |  |
|                         |                                      |                                      |                       |                                   |                                   |                  |   |         |         |  |  |  |  |  |  |
|                         |                                      | 1                                    | 1                     | 1                                 | 1                                 | 1                | 1 |         |         |  |  |  |  |  |  |
|                         | Teodor Swetosław (panował 1300–1322) | Teodor Swetosław (panował 1300–1322) | Anna ∞ Stefan Milutin | Anna ∞ Stefan Milutin             | NN córka ∞ Czaka                  | NN córka ∞ Czaka |   |         |         |  |  |  |  |  |  |